# Giuseppe Maria Ficatelli
Giuseppe Maria Ficatelli o Giuseppe Maria Figatelli (Cento, 11 marzo 1639 – Cento, 3 settembre 1703) è stato un pittore italiano.
Non va confuso con l'omonimo matematico e religioso Giuseppe Maria Figatelli (1611-1682).

## Biografia

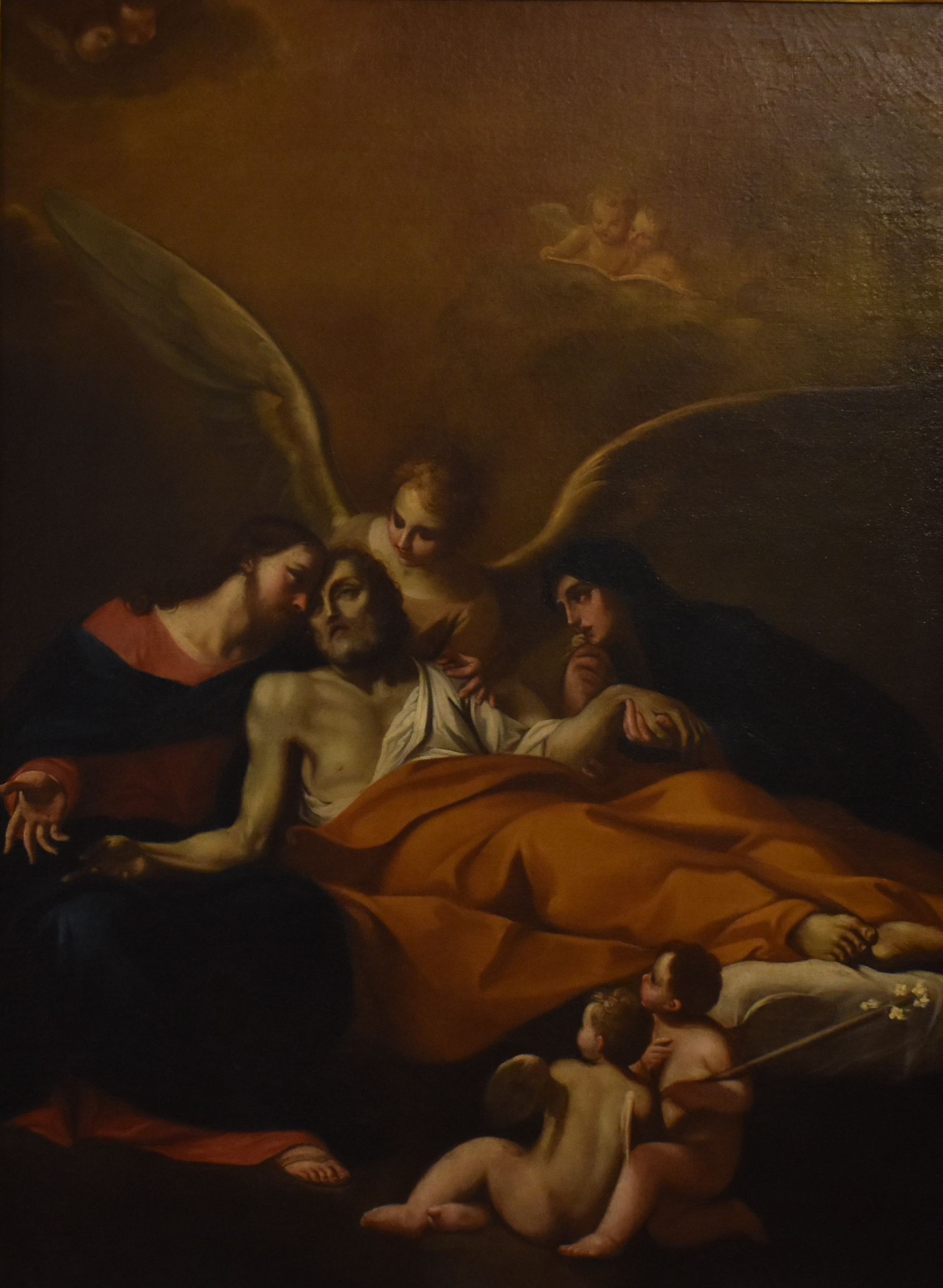
Transito di San Giuseppe, Pinacoteca Civica di Pieve di Cento

Fu allievo di Cesare Gennari e raggiunse l'apice nella seconda metà del XVII secolo, dipingendo per le chiese della propria città natia.
Un San Nicola da Tolentino in preghiera, a lui attribuito, è conservato presso la pinacoteca civica di Cento. Il Transito di San Giuseppe, copia da Marcantonio Franceschini, si trova presso la pinacoteca civica di Pieve di Cento
I suoi figli, Paolo Antonio (3 agosto 1671 – 17 febbraio 1724) e Stefano Felice Figatelli (8 aprile 1686 – 5 settembre 1771), ereditarono il suo studio e furono pittori attivi localmente.